# Campanha da África Ocidental (Primeira Guerra Mundial)
A Campanha da África Ocidental da Primeira Guerra Mundial consistiu em duas operações militares, de dimensão relativamente pequena, cujo objectivo era a captura das colónias alemãs na região Oeste de África: Togolândia e Camarões, protectorados explorados pela Companhia Alemã da África Ocidental. A Togolândia foi capturada em poucas semanas em 1914, mas os Camarões resistiram até Fevereiro de 1916.

## Contexto
O Império Britânico, com um quase total controlo dos mares, tinha a força e os recursos para conquistar as colónias alemãs com a guerra começou. As duas colónias alemãs na África Ocidental estavam há poucos anos sob o domínio germânico e as suas defesas eram insuficientes. Estas duas colónias faziam fronteira com outros territórios que, por sua vez, eram colónias de outros estados europeus como o Reino Unido, França e Bélgica. A 22 de Agosto de 1914, os Aliados decidiram organizar uma operação combinada para capturar aquelas colónias, e foi decidido que essa operação seria comandada pelo general britânico, Charles Dobell.

## Togolândia

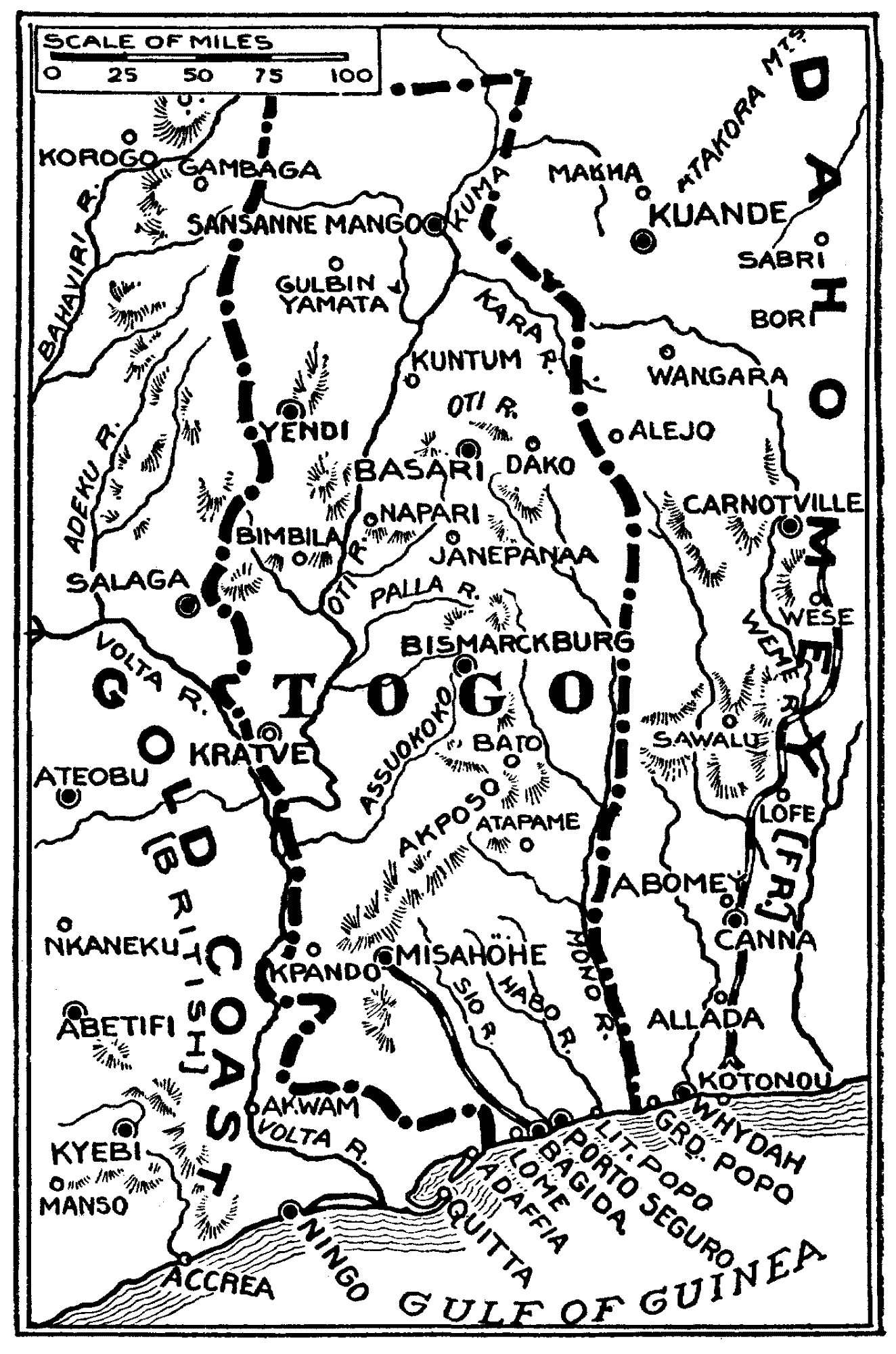
Campanha da Togolândia.

Esta pequena colónia situada no actual território do Togo, foi conquistada em pouco tempo, em 1914, por uma força militar da Costa do Ouro Britânica (actual Gana),  e outra força, também de pequena dimensão do Daomé francês (actual Benim). Oficialmente, a colónia não tinha forças militares, apenas 700 paramilitares, polícia e guardas de fronteira no início da guerra.
Depois do pedido de rendição feito pelos Aliados à Togolândia, a 6 de Agosto, ter sido recusado, as forças britânicas e francesas entraram na colónia a 9 de Agosto. A 12 de Agosto, os britânicos cercaram Lomé e grande parte da costa sem qualquer resistência. De seguida, avançaram para norte, perseguindo as tropas alemãs que tinham fugido para Kamina, uma estação de comunicações vital para as ligações entre a Alemanha, a sua marinha e as outras colónias africanas. Os alemães, pelo seu lado, destruíram as pontes de caminho-de-ferro que levavam a Kamina, abrandando, assim, o avanço britânico.
A primeira, e única, acção com significado durante a invasão foi a Batalha de Chra a 22 de Agosto entre os britânicos e as forças alemãs entrincheiradas, que tentavam bloquear o avanço britânico para Kamina. As forças britânicas tinham pela frente cerca de 60 alemães e 500 soldados togoloses  entrincheirados na margem oposta do rio Chra. A força germânica conseguiu suster a sua linha de defesa durante dois dias até recuar para Kamina. As forças britânicas tiveram 23 mortos e 52 feridos, enquanto os alemães apenas 13.
A estação de rádio de Kamina foi demolida pelos alemães a 24 de Agosto de 1914. À medida que os Aliados avançavam, o comandante alemão local, major Hans-Georg von Döring, rendeu-se três dias mais tarde. As forças britânicas lideradas pelo coronel Bryant encontraram a estação completamente destruída e fizeram 200 prisioneiros alemães e togoleses. A operação terminou no dia 26 de Agosto. John Keegan identificou as duas unidades Aliadas como sendo a Royal West African Frontier Force e  aTirailleurs senegalais.

## Camarões

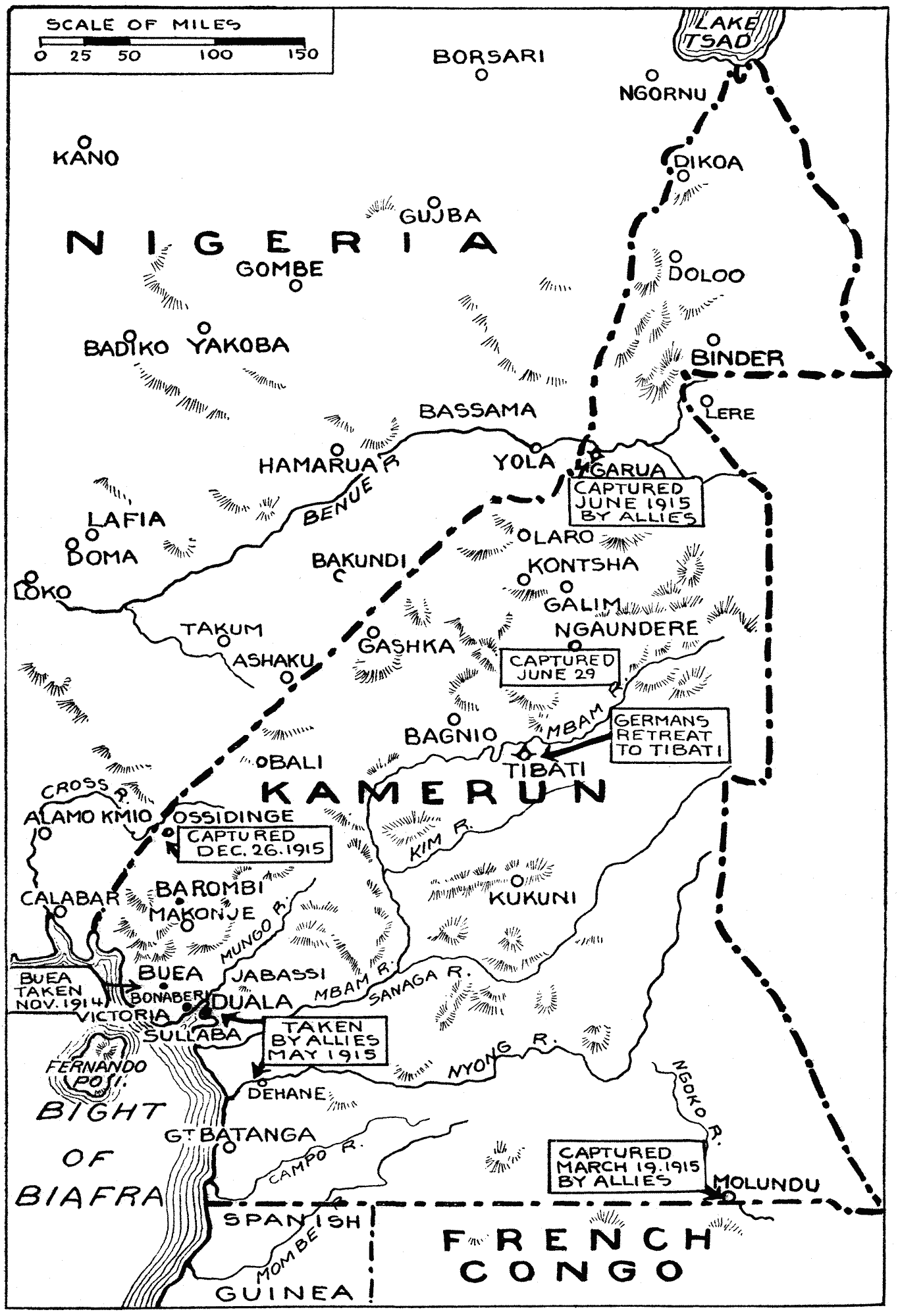
Campanha dos Camarões à data de Agosto de 1915

Camarões (actual Camarões e parte da actual região leste da Nigéria), tinha uma guarnição de 1 000 soldados alemães apoiados por 3 000 soldados africanos. Inicialmente, os britânicos atacaram fora da Nigéria seguindo três rotas diferentes a leste para os Camarões. Contudo, todas as três colunas foram derrotadas devido a uma combinação do terreno, percursos difíceis e emboscadas pelos alemães. Os franceses atacaram a sul do Chade e capturaram Kusseri. No início de Setembro, uma força franco-belga, na sua maioria do Congo Belga, capturou Limbe na costa.Com a ajuda de quatro cruzadores britânicos e franceses, que providenciavam fogo de apoio, juntamente com an improvised flotilla of costal and riverine craft, os Aliados capturaram a capital colonial de Douala a 27 de Setembro de 1914. A guarnição alemã em Garoua caiu nas mãos dos britânicos em Junho de 1915.
O único foco de resistência era agora Yaounda (actual Yaoundé), mas os Aliados tinham que aguardar pela estação seca para o terreno estar em condições de avançarem numa nova ofensiva. A força franco-belga seguiu a ferrovia alemã, onde encontrou resistência que foi sempre ultrapassada. Em Novembro, Yaoundé foi capturada. A maioria dos soldados alemães sobreviventes recuaram para a Guiné Espanhola (actual Guiné Equatorial), que era território neutro. Aí, foram acolhidos pelos espanhóis durante o resto da guerra. O último forte alemão nos Camarões, Mora, rendeu-se em Fevereiro de 1916.

.

## A Campanha da Africa Ocidental na cultura popular
O filme de 1976 Black and White in Color, realizado por Jean-Jacques Annaud, apresentou uma perspectiva de ficção da campanha. Anti-militarista, mostra mercadores franceses e britânicos, pacíficos, a matarem-se uns aos outros apenas porque era suposto que assim fosse. Posteriormente, tropas Indianas, lideradas por oficiais britânicos, chegam para levar o que resta.